# Anjali Watson
Anjali Watson est une écologue srilankaise.
Elle est surtout connue pour ses contributions à la conservation des léopards. Elle est la fondatrice de Wilderness and Wildlife Conservation Trust (Groupement pour la conservation de la nature sauvage et de la faune), une organisation de conservation et de recherche,.
Elle étudie le comportement et les habitudes de ces faunes, pour les protéger par l'étude de leurs besoins et de leur comportement, pour préserver au mieux leur environnement naturel.

## Biographie

### Formation
Anjali Chandraraj Watson effectue ses études primaires à Colombo. Elle est ensuite titulaire d'un baccalauréat spécialisé en études environnementales et en géographie de l'Université McMaster au Canada et d'une maîtrise ès sciences en écologie de l'université d'Édimbourg en Écosse.

### Carrière

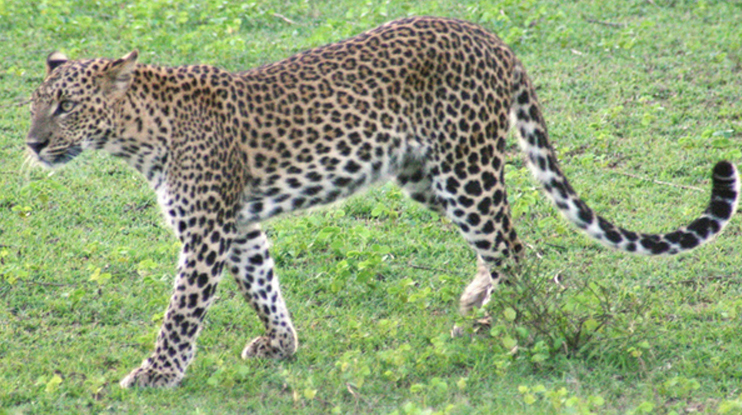
Le léopard du Sri Lanka.

Anjali Watson lance en 2000 le projet Léopard qui relève ensuite du Wilderness and Wildlife Conservation Trust (WWCT),. Le travail d'Anjali Watson consiste à comprendre l'écosystème et l'utilisation des terres des léopards du Sri Lanka et à utiliser ces connaissances acquises pour influencer les conservateurs au niveau du paysage. Son objectif principal est de favoriser la coexistence entre les êtres humains et les léopards du Sri Lanka (Panthera pardus kotiya),. Elle met un accent particulier sur les hauts plateaux centraux du Sri Lanka, qui sont un site du patrimoine mondial de l'Unesco,.
Anjali Watson confonde en 2004 le Wilderness and Wildlife Conservation Trust (WWCT - Groupement pour la conservation de la nature sauvage et de la faune), un groupe de recherche pour la conservation qui concentre ses recherches sur le principal superprédateur du pays, le léopard. Le WWCT, en plus d'étudier le régime alimentaire des léopards, ses proies, son éthologie, son comportement et sa biodiversité générale, collecte des données grâce à l'utilisation de la technologie des caméras de détection de mouvement pour enquêter et identifier les couloirs de passage et les refuges dans de nouvelles zones non protégées où survivent les léopards,,.

### Prix et reconnaissance
Anjali Watson remporte le prix Whitley en 2018,.
Elle obtient en 2022 un financement de continuation du Whitley Fund for Nature et elle est présentée dans la liste inaugurale des 35 moins de 35 ans du Cosmopolitan Magazine Sri Lanka.
Elle figure en 2021 parmi les personnalités de l'initiative Call to Earth de CNN.

## Principales publications
- Le couvert forestier et le niveau de protection influencent la répartition à l'échelle de l'île d'une espèce carnivore et ombrelle, le léopard du Sri Lanka (Panthera pardus kotiya)[18].
- Densité de léopards (Panthera pardus kotiya) dans le parc national de Horton Plains, dans les hauts plateaux du centre du Sri Lanka[19].
- L'écologie et le comportement d'une population de léopards du Sri Lanka (Panthera pardus kotiya) dans une zone protégée[20].
- Notes sur le statut, la répartition et l'abondance du léopard du Sri Lanka dans les collines centrales du Sri Lanka[21].
- Cartographie des panthères noires : Modélisation macroécologique du mélanisme chez les léopards (Panthera pardus)[22].